# Omicron Persei VIII
Omicron Persei VIII is een fictieve planeet in de Amerikaanse animatieserie Futurama. De planeet wordt bewoond door een ras genaamd de Omicronians, geregeerd door keizer Lrrr en zijn vrouw Ndnd.
De planeet cirkelt rondom de ster Atik, die zich ongeveer 1000 lichtjaren van de aarde bevindt. Deze grote afstand ten opzichte van de aarde stelt de Omicronians in staat om in de 31e eeuw aardse tv-uitzendingen van de 21e eeuw te zien.
In de aflevering "Spanish Fry" werd onthuld dat het uiterlijk van de planeet sterk beïnvloed is door Qo'noS, thuisplaneet van de Klingons in Star Trek.

## Buurplaneten
Omicron Persei VIII heeft ten minste twee buurplaneten: Omicron Persei VII en Omicron Persei IX. Een populair gezegde onder de Omicronians is "Vrouwen komen van Omicron Persei VII, mannen komen van Omicron Persei IX" (een parodie op Mannen komen van Mars, Vrouwen komen van Venus).

## Bewoners

### Omicronians
De Omicronians zijn enorme gevreesde en zeer slecht geheumeurde wezens. Hun uiterlijk is enigszins menselijk, maar ze hebben een ruwe bruine huid, drie korte hoorns, en vergroeide vingers. Ze zijn groot genoeg om een volwassen mens in een hap te verslinden. Ze dragen vaak een cape.
De Omicronians vallen van alle aliens in de serie het meest de Aarde aan. De eerste keer was in "When Aliens Attack", waarin ze eisten dat de laatste aflevering van de serie Single Female Lawyer (een parodie op Ally McBeal) werd uitgezonden.
De Omicronians hebben volgens hun keizer de mogelijkheid om de Aarde per dag een paar miljoen graden warmer te maken. Verder bezitten ze een recept voor onsterfelijkheid.

### "Popplers"
Popplers zijn de baby’s van de Omicronians. Ze verschenen in de aflevering "The Problem with Popplers".
Enorme hoeveelheden Popplers werden ontdekt op een buitenaardse planeet door de Planet Express crew. In hun jongste stadium zien Popplers eruit als garnalen, en zijn zeer smakelijk. De Planet Express crew bracht ze naar de Aarde en verkocht ze aan de Fishy Joe’s keten van zeevoedselrestaurants, waar de Popplers al snel erg populair werden.
Leela ontdekte per ongeluk wat de Popplers werkelijk waren toen ze er een bestudeerde die lang genoeg had overleefd om zich te ontwikkelen naar het volgende stadium. De Omicronians kwamen vervolgens naar de Aarde en eisten een vergoeding voor de 198 biljoen Popplers die de aardbewoners hadden opgegeten. Ze waren tevreden met 1 mens: Free Waterfall Jr.